# Wirtschaftsflüchtling
Der Begriff Wirtschaftsflüchtling (oft auch Armutsflüchtling oder Elendsflüchtling genannt) ist ein – oft abwertend gebrauchtes – politisches Schlagwort, das im Kontext von Debatten um Asyl und Asylrecht verwendet wird und Asylbewerber bezeichnet, die aus rein ökonomischen Motiven zuwandern. Dies wird vor allem von Zuwanderungsgegnern als Asylmissbrauch angesehen. Viele Zuwanderungsgegner glauben auch, dass das Entkommen aus wirtschaftlichem Elend und Armut für einen Großteil der Asylwerber das tatsächliche Motiv für die Flucht sei.
Bedeutungsähnlich und noch abwertender ist der Begriff Sozialtourismus.

## Verwendung und Herkunft des Begriffs
Eine Privilegierung politisch Verfolgter sieht das Grundgesetz für die Bundesrepublik Deutschland seit 1949 vor. Zwar wurde mit Wirkung vom 30. Juni 1993 das Asylrecht durch den neuen Art. 16a Grundgesetz stark eingeschränkt. Jedoch enthält auch dieser Artikel in Absatz 1 die Formulierung: „Politisch Verfolgte genießen Asylrecht.“ Dadurch erscheinen seit 1949 in Deutschland Einwanderungswillige mit anderen Motiven als dem Motiv, politischer Verfolgung zu entgehen, als Aufnahmekandidaten zweiter Klasse, indem diese nicht durch ein durch das Grundgesetz garantiertes Menschenrecht geschützt sind.
„Wirtschaftsflüchtlinge“ sind auch nicht als Flüchtling im Sinne von Artikel 1 der Genfer Flüchtlingskonvention (Abkommen über die Rechtsstellung der Flüchtlinge) von 1951, als Konventionsflüchtling, anerkannt. Dieser völkerrechtliche Vertrag legt im Geiste der Allgemeinen Erklärung der Menschenrechte von 1948 – noch gänzlich beeinflusst von den Ereignissen des Zweiten Weltkriegs – explizit rein persönliche und soziale Gründe als Legitimation für eine Flucht zugrunde, nämlich „Verfolgung aus Gründen der Rasse, Religion, Nationalität, Zugehörigkeit zu einer bestimmten sozialen Gruppe oder wegen seiner politischen Überzeugung“. Nicht erfasst sind aber alle äußeren Umstände, wie Naturkatastrophen oder Krieg, und materielle persönliche Notlagen, wie Hunger oder eben gravierende wirtschaftliche Probleme.
Auch das Protokoll über die Rechtsstellung der Flüchtlinge von 1967, in dem die zeitliche und räumliche Begrenzung verworfen wurde, die ursprünglich in der Genfer Flüchtlingskonvention ausgesprochen worden war, folgt diesem Begriff. Diese Abkommen wurden von etwa 150 der weltweit rund 200 Staaten ratifiziert und gelten daher als internationaler Standard im Asylwesen.
Der Begriff „Wirtschaftsflüchtling“ wurde bereits 1965 kurzzeitig in der bundesdeutschen Öffentlichkeit für Einwanderer aus dem Ostblock verwendet, die keine politischen Fluchtgründe hatten. Er konnte sich jedoch nicht durchsetzen. Erst seit 1977/78 wurde er wieder aufgegriffen und nun vor allem in Bezug auf Asylbewerber aus der Dritten Welt verwendet. Er gehört seitdem nach Einschätzung von Georg Stötzel und Martin Wengeler zu den wichtigsten sprachlichen Mitteln, um „Flüchtlingen die Notwendigkeit zur Flucht abzusprechen und ihnen einen Missbrauch des Asylrechts vorzuwerfen.“
Im Rahmen der Asyldebatte 1979/1980 wurde der Begriff sodann von Politikern der CDU/CSU verwendet, in deren Verlauf z. B. Lothar Späth von einer „Scheinasylantenlawine“ sprach und ein „faktisch unkontrolliertes Hereinlassen jedes Wirtschaftsflüchtlings“ behauptete. In diesem Sinne wird die Verwendung des Begriffes insbesondere in konservativen Kreisen fortgeführt, so z. B. durch Peter Müller (CDU), mit der Formulierung „Zu den eher unerwünschten Zuwanderungskategorien zählen also nicht die tatsächlich Asylberechtigten, sondern die unter missbräuchlichem Rückgriff auf das Asylrecht ins Land kommenden Wirtschaftsflüchtlinge.“
1999 äußerte der damalige Bundesinnenminister Otto Schily (SPD), dass nur 3 % der Flüchtlinge asylwürdig seien, und weiter: „Der Rest sind Wirtschaftsflüchtlinge“.
Der Ausdruck „Elendsflüchtling“ ist noch jüngeren Datums, er soll allgemein nachvollziehbaren wirtschaftlichen Notstand von weniger dringenden Fluchtgründen wie etwa fehlenden Zukunftsperspektiven für die Person selbst oder etwa deren Kinder abgrenzen.
Mitunter synonym werden Begriffe wie Armutszuwanderung oder Wirtschaftsmigration und ihre jeweiligen Ableitungen genutzt.

## Objektivierbarer Gehalt des Begriffs
Der deutsche Historiker Klaus Weber analysierte die komplizierte Gemengelage von Migrations- bzw. Fluchtmotiven mit dem Ergebnis, dass der Übergang zwischen Wirtschaftsmigration und asylerheblicher Flucht fließend ist und auch bereits früher in der Geschichte war, z. B. bei den nach Deutschland einwandernden Hugenotten aus dem vorrevolutionären Frankreich und jüdischen Flüchtlingen aus dem zaristischen Russland gegen Ende des 19. Jahrhunderts.
Der Soziologe Manfred Wöhlcke befand im Kontext von Umweltflüchtlingen, dass bei Migrations- bzw. Fluchtmotiven unterschiedliche ökologische, ökonomische und auch politische Gesichtspunkte gleichzeitig eine Rolle spielen können und sich Fluchtursachen im Hinblick auf ihre quantitative Bedeutung nur grob abschätzen lassen. So kann auch die Flüchtlingskrise in Europa 2015/2016 mit Bezug auf den Syrienkonflikt als Phänomen der Kriegs-, Wirtschafts- sowie auch Umwelt-/Klimaflucht gesehen werden: In Syrien herrschte 2007 bis 2010 eine mehrjährige extreme Dürre, die einer Studie aus dem Jahr 2015 zufolge die Migration der Landbevölkerung in die urbanen Peripherien verstärkte. Im später beginnenden Bürgerkrieg waren dies die Zentren der sozialen Aufruhr.